# Manuela Kelley
Manuela Kelley, auch bekannt als Manu Kelley (* 1976 in Stuttgart), ist eine deutsche Tätowiererin, die sich auf traditionelle polynesische Tattoo-Kunst spezialisiert hat.

## Biografie
Kelley wurde 1976 in Stuttgart geboren. Sie begann ihre Laufbahn in der Kosmetikbranche und tätowiert seit Mitte der 1990er-Jahre. 1994 eröffnete sie ihr Studio „Manu Tattoo“ in Vilseck. Später richtete sie ihren Fokus auf polynesische Tattoo-Stile, nachdem sie die kulturelle Bedeutung ihrer Motive studiert hatte.
Kelley ist auf freihändig gestochene polynesische, marquesische und samoanische Tattoos spezialisiert. Sie trägt den marquesischen Namen „Manu Tuhuka Patutiki“ und den samoanischen Ehrentitel „O le Tufuga Tatau Feagai“.
2017 wurde Kelley vom samoanischen Hochhäuptling Maua Faleauto spirituell adoptiert, der ihr den Rang einer Meister-Tätowiererin verlieh. 2019 verlieh ihr die Familie des verstorbenen marquesischen Tätowierers Jean-Yves Tamarii in Anerkennung ihrer Arbeit einen marquesischen Namen.
2022/23 war Kelley Gastrednerin der Ausstellung „Tatau-Tattoo“ im Museum für Thüringer Volkskunde in Erfurt. 2025 wurde sie in der vierteiligen Arte-Dokumentation Tattoos – Rätsel der Südsee porträtiert, die die Tätowiertraditionen des Südpazifiks und Kelleys Arbeit in Deutschland beleuchtet.

## Auszeichnungen und Anerkennung
Kelley hat für ihre Arbeiten zahlreiche Auszeichnungen erhalten. Zwischen 2017 und 2019 gewann sie viermal den ersten Platz bei den Tatau Awards, einem internationalen Wettbewerb für polynesisches Tattoo-Design.